# Saint-Martin-de-Belleville
Saint-Martin-de-Belleville ist eine Commune déléguée mit 2.613 Einwohnern (Stand 1. Januar 2022) in der Gemeinde Les Belleville im Département Savoie in der Region Auvergne-Rhône-Alpes. Sie gehörte zum Arrondissement Albertville und zum Kanton Moûtiers.
Sie wurde mit Wirkung vom 1. Januar 2016 mit der früheren Gemeinde Villarlurin fusioniert und zur Commune nouvelle Les Belleville zusammengelegt.

## Geographie
Saint-Martin-de-Belleville ist ein Wintersportort im Vallée des Belleville mit den Stationen Les Menuires und Val Thorens. Die Gegend wird vom Fluss Doron de Belleville durchquert. Umgeben wird Saint-Martin-de-Belleville von den Nachbarorten Saint-Jean-de-Belleville im Nordosten, Fontaine-le-Puits und Villarlurin im Norden, Les Allues im Osten und Nordosten, Modane im Südosten, Saint-André und Orelle im Süden sowie Saint-Michel-de-Maurienne, Saint-Martin-de-la-Porte, Saint-Julien-Mont-Denis und Hermillon im Südwesten.
Der Ort wird durch die frühere Route nationale 515 verkehrsmäßig erschlossen.
| Bevölkerungsentwicklung | Bevölkerungsentwicklung |
| Jahr                    | Einwohner               |
| ----------------------- | ----------------------- |
| 1962                    | 1.055                   |
| 1968                    | 1.253                   |
| 1975                    | 1.664                   |
| 1982                    | 1.842                   |
| 1990                    | 2.341                   |
| 1999                    | 2.532                   |
| 2006                    | 3.079                   |
| 2011                    | 2.589                   |

## Sehenswürdigkeiten

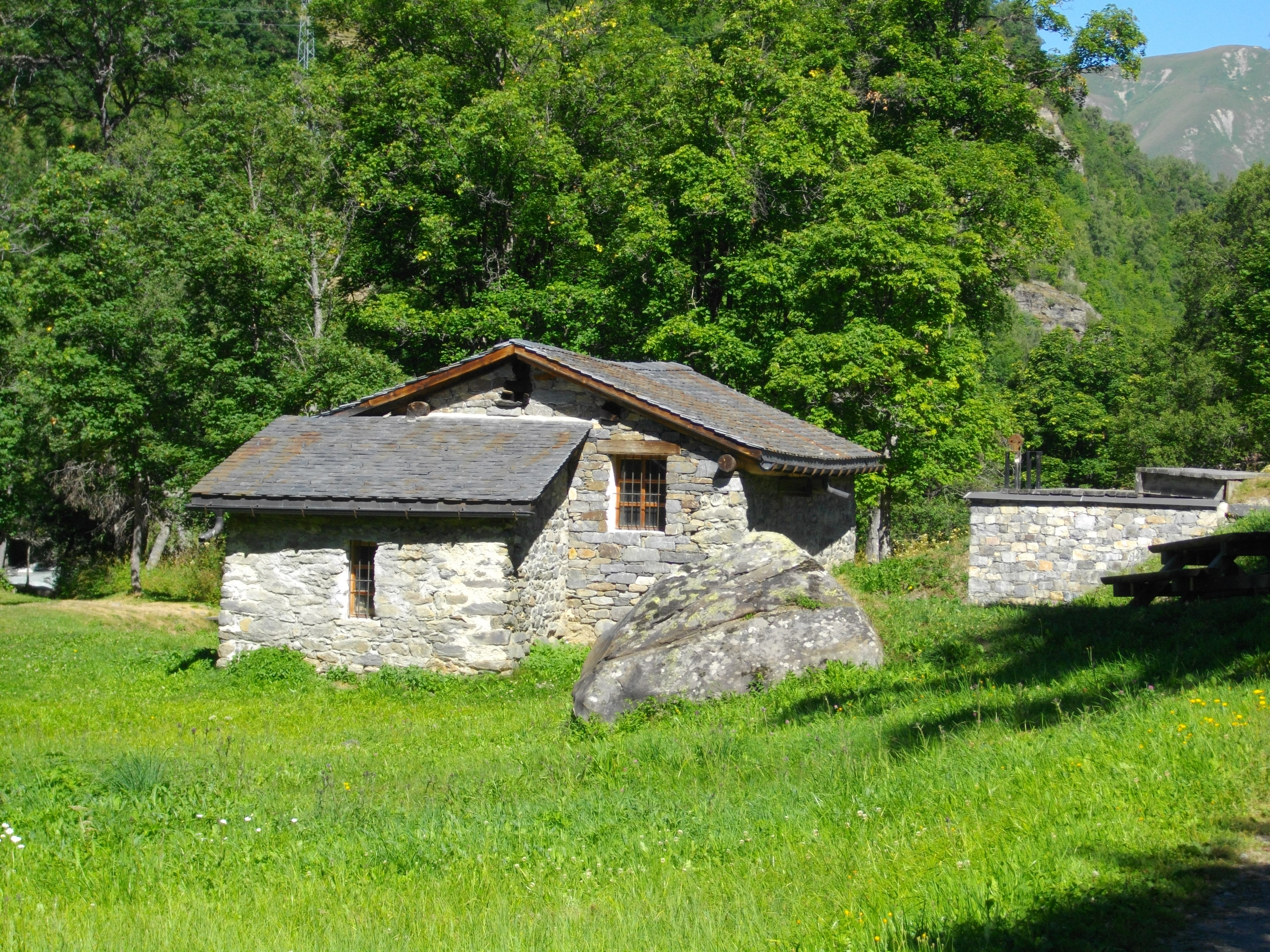
Wassermühle Le Burdin

- Kapelle de Notre-Dame de la Vie, Monument historique

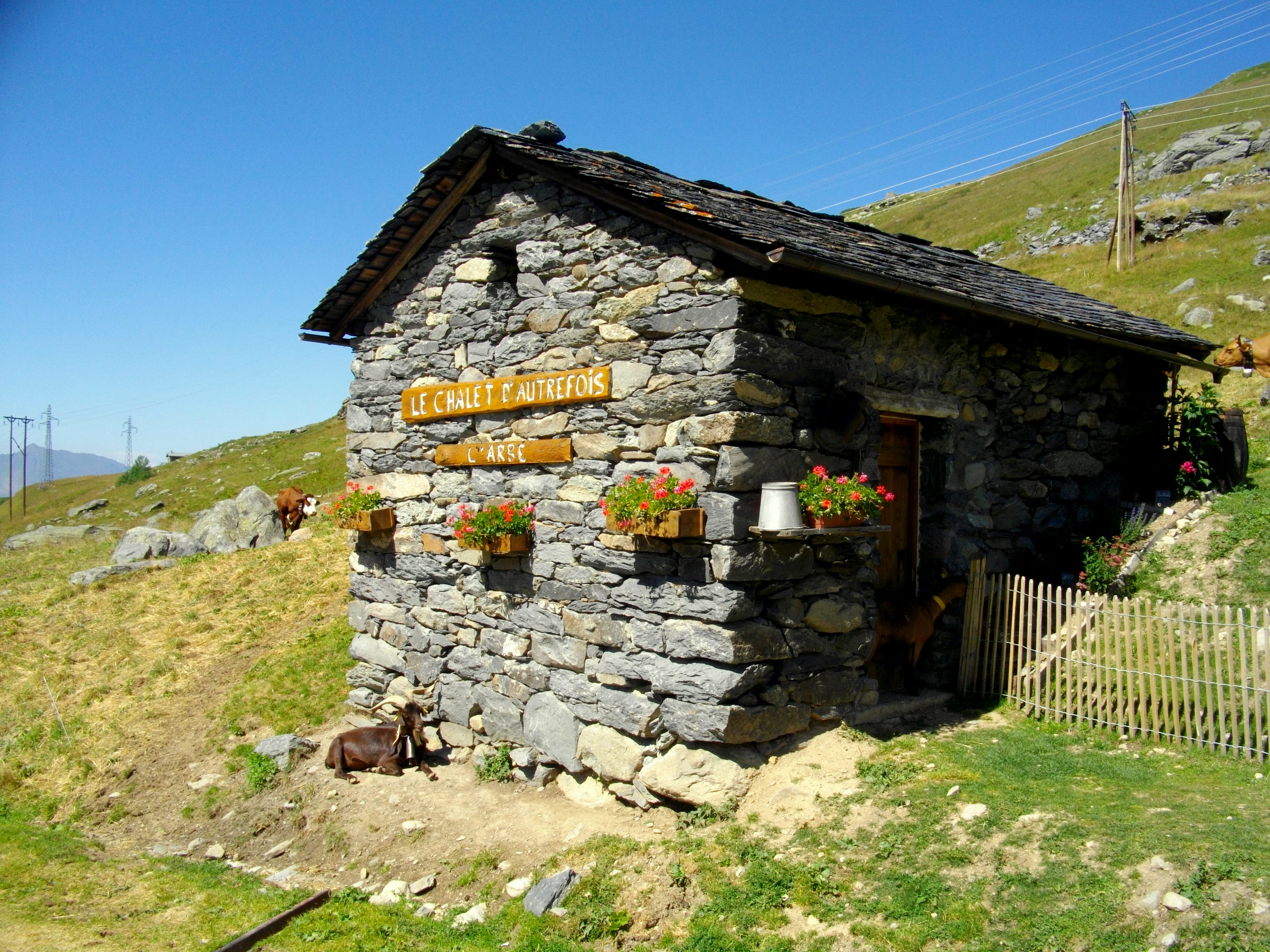
La Chasse

- Mühle Le Burdin
- Alpenhütte La Chasse

## Persönlichkeiten
- Joseph Fontanet (1921–1980), Politiker, Bürgermeister von Saint-Martin-de-Belleville (1965–1977)
- Mélanie Suchet (* 1976), Super G-Skifahrerin
- Vincent Jay (* 1985), Biathlet